# Alfreds hjort
Alfreds hjort (Rusa alfredi eller Cervus alfredi) är en art i familjen hjortdjur som är endemisk på Filippinerna. Den är uppkallad efter prins Alfred av Sachsen-Coburg-Gotha, son till den brittiska drottningen Victoria.

## Kännetecken
Djuret har tät päls med mörkbrun färg. Många ljusa prickar är fördelade på hjortens rygg och kroppssidor. Buken och svansen har en vit till grå färg. Liksom hos de flesta hjortdjuren har bara hannar horn och de är jämförelsevis tjocka. I motsats till andra hjortdjur har den en ganska smal skalle. Med en kroppslängd av ungefär 125 centimeter och en mankhöjd på 65 till 80 centimeter är Alfreds hjort en av de minsta i familjen.

## Systematik
Att Alfreds hjort är en självständig art fastslogs under 1980-talet. Innan kategoriserades djuret som underart till sambarhjort eller till Rusa marianna.

## Utbredning och habitat
Arten förekommer i regnskogen av Visayaöarna som räknas till Filippinerna. På flera öar där den ursprungligen förekom är arten utdöd. Till exempel fanns i början av 1980-talet mindre populationer på Leyte och Samar men det antas att de numera är utrotade där. Beståndet är idag begränsat till öarna Negros och Panay.

## Ekologi
Mycket av artens beteende är okänt. Den är aktiv på natten och lever främst ensam. Den vistas vanligen i tät undervegetation och äter gräs och löv. Dräktigheten varar i ungefär åtta månader och vanligen föds en unge åt gången, oftast i maj eller juni.

## Hot och status
På grund av jakt och habitatförstöring har beståndet minskat oroväckande mycket. Som nämnts tidigare är utbredningsområdet numera begränsat till några få områden. Efter att arten upptäckes har dess utbredningsområde minskat med 95 %. Enligt uppskattningar finns det några hundra individer och IUCN listar arten som starkt hotad (EN). Det finns avelsprojekt för att säkra djurets bestånd.